# Berganoa
De berganoa (Bubalus quarlesi) is een zoogdier uit de familie van de holhoornigen (Bovidae). De wetenschappelijke naam van de soort werd voor het eerst geldig gepubliceerd door Ouwens in 1910.

## Kenmerken
De berganoa heeft een wollige, zwarte vacht, ook op latere leeftijd. Het dier witte vlekken op zijn keel en onderbenen. De 15 tot 20 cm lange hoorns zijn glad en kort en wijzen naar achteren in één lijn met het voorhoofd. Mannetjes zijn meestal groter en donkerder dan vrouwtjes en hebben grotere hoorns. De lichaamslengte bedraagt 150 cm, de schofthoogte 66 cm, de staartlengte 24 cm en het gewicht 150 tot 300 kg.

## Leefwijze
Berganoa’s leven solitair of in paren en voeden zich met allerlei soorten bladeren en mossen, die in hun habitat overvloedig groeien. Gras is niet hun favoriete voedsel.

## Voortplanting
De draagtijd duurt 9 tot 10 maanden, waarna één jong wordt geworpen.

## Verspreiding
Deze soort komt voor in afgelegen, ontoegankelijke bossen in Zuidoost-Azië (Indonesië), met name Celebes en Buton.